# Martinete
De martinete is een zang- en dansstijl (palo) in de flamenco. Het gaat vaak om coupletten van vier regels met elk acht lettergrepen. De martinete behoort tot de groep van de tonás, ook wel cantes a palo seco genoemd. Net als de andere liederen in deze groep is er geen muzikale begeleiding, hoewel daar bij bühneoptredens ook wel van afgeweken wordt met percussie. Als percussieinstrument wordt dan een hamer met aambeeld gebruikt, waarmee verwezen wordt naar de oorsprong van deze palo, die gebruikt werd door zigeunersmeden.